# Admirál loďstva
Admirál loďstva (anglicky Admiral of the Fleet nebo Fleet Admiral, rusky адмирал флота, admiral flota) je vojenská námořní hodnost používaná vojenskými námořnictvy různých států, stojící vždy výše než admirál. Zpravidla jako nejvyšší, někdy druhá nejvyšší, z námořních hodností.
V některých zemích (například Nizozemí, Švédsku, carském Rusku, Německu) existovala analogická hodnost generáladmirála.

## Spojené království

Rukávové označení hodnosti britského admirála loďstva

Označení hodnosti na nárameníku.

Admirál loďstva (anglicky Admiral of the Fleet) je nejvyšší námořní hodnost udělovaná v britském Královském námořnictvu od roku 1690. Odpovídá hodnosti polní maršál (Field Marshal) Britské armády anebo Maršál Royal Air Force (Marshal of the Royal Air Force) Královského letectva. Celkem bylo jmenováno na 160 admirálů loďstva, poslední roku 1995. V letech 1795–1827 byla takto označována i funkce velitele námořnictva, poté přejmenovaná na „první námořní lord“ (anglicky First Sea Lord.). V době dynastických válek v 18. století byla hodnost Admiral of the Fleet udělována vrchním velitelům námořnictva v aktivní službě, později se z ní stala spíše jen čestná hodnost, kterou získávali zasloužilí důstojníci při odchodu do penze. V 19. a 20. století byla hodnost udělena několika členům královské rodiny, případně příbuzným ze zahraničních panovnických dynastií (německý císař Vilém II. nebo ruský car Mikuláš II.) Několik aktivně sloužících vrchních velitelů Royal Navy získalo hodnost za první a druhé světové války. V současnosti jsou nositeli hodnosti Admiral of the Fleet dva lidé, britský král Karel III., který ji získal v roce 2012 jako následník trůnu, a Sir Benjamin Bathurst (*1936), který byl admirálem loďstva jmenován v roce 1995 při odchodu z funkce prvního námořního lorda.

### Seznam nositelů hodnostiAdmiral of the Fleetve Velké Británii a Spojeném království
- 1690 Sir Edward Russell (1652–1727)
- 1696 Sir George Rooke (1650–1709)
- 13.1.1705 Sir Cloudesley Shovell (1650–1707)
- 8.1.1708 Sir John Leake (1656–1720)
- 21.12.1708 Sir Stafford Fairborne (1666–1742)
- 12.11.1709 Maththew Aylmer, 1. baron Aylmer (1650–1720)
- 14.3.1718 George Byng, 1. vikomt Torrington (1663–1733)
- 20.2.1734 Sir John Norris (1670–1749)
- 1.7.1749 Sir Chaloner Ogle (1681–1750)
- 30.7.1761 George Anson, 1. baron Anson (1697–1762)
- 17.12.1762 Sir William Rowley (1690–1768)
- 15.1.1768 Edward Hawke, 1. baron Hawke (1705–1781)
- 24.10.1781 John Forbes (1714–1796)
- 12.3.1796 Richard Howe, 1. hrabě Howe (1726–1799)
- 16.9.1799 Sir Peter Parker (1721–1811)
- 24.12.1811 William, vévoda z Clarence (1765–1837), pozdější britský král Vilém IV.
- 19.7.1821 John Jervis, 1. hrabě St Vincent (1735–1823)
- 28.6.1830 William Williams-Freeman (1742–1832)
- 22.7.1830 James Gambier, 1. baron Gambier (1756–1833)
- 22.7.1830 Sir Charles Pole (1757–1830)
- 9.11.1846 Sir George Martin (1764–1847)
- 13.10.1849 Sir Thomas Byam Martin (1773–1854)
- 1.7.1851 Sir George Cockburn (1772–1853)
- 8.12.1857 Sir Charles Ogle (1775–1858)
- 27.4.1863 Sir Francis Austen (1774–1865)
- 27.4.1863 Sir William Parker (1781–1866)
- 12.9.1865 Sir Thomas John Cochrane (1789–1872)
- 30.11.1866 Sir George Seymour (1787–1870)
- 5.8.1877 Sir Henry Keppel (1809–1904)
- 27.12.1877 Thomas Maitland, 11. hrabě z Lauderdale (1803–1878)
- 15.6.1879 Sir Rodney Mundy (1805–1884)
- 15.6.1879 Sir James Hope (1808–1881)
- 10.6.1881 Sir Alexander Milne (1806–1896)
- 1.12.1881 Sir Charles Elliot (1818–1895)
- 29.4.1885 Sir Alfred Ryder (1820–1888)
- 18.7.1887 Albert, princ waleský (1841–1910), pozdější britský král Eduard VII.
- 1.5.1888 Sir Geoffrey Hornby (1825–1895)
- 8.12.1888 Lord John Hay (1827–1916)
- 2.8.1889 Vilém II. (1859–1941), německý císař
- 13.2.1892 Sir John Commerell (1829–1901)
- 3.6.1893 Alfréd, vévoda z Edinburghu (1844–1900)
- 20.2.1895 Richard Meade, 4. hrabě z Clanwilliamu (1832–1907)
- 23.8.1897 Sir Algernon Lyons (1833–1908)
- 29.11.1898 Sir Frederick Richards (1833–1912)
- 13.1.1899 Sir Nowell Salmon (1835–1912)
- 30.8.1903 Sir Charles Hotham (1843–1925)
- 16.6.1904 Lord Walter Keer (1839–1927)
- 20.2.1905 Sir Edward Seymour (1840–1929)
- 5.12.1905 Sir John Fisher (1841–1920)
- 1.3.1907 Sir Arthur Wilson (1842–1921)
- 11.6.1908 Mikuláš II. (1868–1918), ruský car
- 2.12.1908 Sir Gerard Noel (1845–1918)
- 27.1.1910 princ Jindřich Pruský (1862–1929), bratr německého císaře Viléma II.
- 30.4.1910 Sir Arthur Fanshawe (1847–1936)
- 6.5.1910 Jiří V. (1865–1936), britský král
- 20.3.1913 Sir William May (1849–1930)
- 5.3.1915 Sir Hedworth Meux (1856–1929)
- 2.4.1917 Sir George Callaghan (1852–1920)
- 3.4.1919 John Jellicoe, 1. hrabě Jellicoe (1859–1935)
- 3.4.1919 Sir David Beatty (1871–1936)
- 31.7.1919 Sir Henry Jackson (1855–1929)
- 1.11.1919 Sir Rosslyn Wemyss (1864–1933)
- 24.11.1920 Sir Cecil Burney (1858–1929)
- 5.7.1921 Sir Doveton Sturdee (1859–1925)
- 19.8.1921 Louis Battenberg, 1. markýz Milford Haven (1854–1921)
- 31.7.1924 Sir Charles Madden (1862–1935)
- 8.5.1925 Sir Somerset Gough-Calthorpe (1864–1937)
- 24.11.1925 Sir John de Robeck (1862–1928)
- 21.1.1928 Sir Henry Oliver (1865–1965)
- 31.7.1929 Sir Osmond Brock (1869–1947)
- 8.5.1930 Sir Roger Keyes (1872–1945)
- 21.1.1933 Sir Frederick Field (1871–1945)
- 31.7.1934 Sir Reginald Tyrwhitt (1870–1951)
- 8.5.1935 Sir Ernle Chatfield (1873–1967)
- 21.1.1936 Eduard VIII. (1894–1972), britský král
- 11.12.1936 Jiří VI. (1895–1952), britský král
- 21.1.1938 William Boyle, 12. hrabě z Corku a Orrery (1873–1967)
- 7.7.1939 Sir Roger Backhouse (1878–1939)
- 31.7.1939 Sir Dudley Pound (1877–1943)
- 8.5.1940 Sir Charles Forbes (1880–1960)
- 21.1.1943 Sir Andrew Cunningham (1883–1963)
- 22.10.1943 Sir John Tovey (1885–1971)
- 8.5.1945 Sir James Somerville (1882–1949)
- 21.1.1948 Sir John Cunningham (1885–1965)
- 22.10.1948 Bruce Fraser, 1. baron Fraser (1888–1981)
- 20.3.1949 Sir Algernon Willis (1889–1976)
- 22.4.1952 Sir Arthur Power (1889–1960)
- 1.6.1952 Sir Philip Vian (1894–1968)
- 15.1.1953 Philip, vévoda z Edinburghu (1921–2021)
- 1.5.1953 Sir Rhoderick McGrigor (1893–1959)
- 22.10.1956 Louis Mountbatten, 1. hrabě Mountbatten z Barmy (1900–1979)
- 9.2.1977 Sir Edward Ashmore (1919–2016)
- 6.7.1979 Terence Lewin (1920–1999)
- 2.8.1985 John Fieldhouse (1928–1992)
- 12.4.1988 Olaf V. (1903–1991), norský král
- 10.7.1995 Sir Benjamin Bathurst (*1936)
- 16.6.2012 Charles, princ waleský (*1948), pozdější britský král Karel III.
- 13.6.2014 Sir Michael Boyce (1943–2022)

## Spojené státy americké

Označení hodnosti admirála loďstva Spojených států.

Admirál loďstva (anglicky Fleet Admiral) je nejvyšší („pětihvězdičkovou“) hodností amerického námořnictva. Odpovídá hodnostem armádního generála u americké armády (General of the Army) a letectva (General of the Air Force). Byla dočasně zavedena rozhodnutím Kongresu ze 14. prosince 1944, trvale ji Kongres ustanovil 23. března 1946. Hodnost byla udělena pouze během druhé světové války celkem čtyřem důstojníkům.
| Jméno             | Narození úmrtí                     | Jmenování         | Funkce v době jmenování          |
| ----------------- | ---------------------------------- | ----------------- | -------------------------------- |
| William D. Leahy  | 6. května 1875 20. července 1959   | 15. prosince 1944 | Náčelník štábu vrchního velitele |
| Ernest J. King    | 23. listopadu 1878 25. června 1956 | 17. prosince 1944 | Velitel námořnictva              |
| Chester W. Nimitz | 24. února 1885 20. února 1966      | 19. prosince 1944 | Velitel Tichomořského loďstva    |
| William F. Halsey | 30. října 1882 16. srpna 1959      | 21. prosince 1945 | Velitel 3. loďstva               |

## Sovětský svaz

Nárameník s hodností Admirála loďstva Sovětského svazu používaný do roku 1945.

Admirál loďstva (rusky адмирал флота) je vojenská hodnost zavedená v sovětském a ruském námořnictvu s několikaletou přestávkou už od roku 1940. Hodnost vznikla při zavedení admirálských hodností v červnu 1940, tehdy odpovídala hodnosti armádní generál v pozemním vojsku a byla nejvyšší námořní hodností. V květnu 1945 byli admirálové loďstva postaveni na roveň maršálům Sovětského svazu. V březnu 1955 byla hodnost přejmenována na admirál loďstva Sovětského svazu. Znovu se admirálové loďstva objevili v dubnu 1962, jako nositelé druhé nejvyšší hodnosti námořnictva odpovídající armádním generálům pozemních sil.

### Historie
Historie vojenské hodnosti admirál loďstva a admirál loďstva Sovětského svazu je dosti složitá. V různých letech tyto hodnosti odpovídaly různým generálským a maršálským hodnostem a až od roku 1962 každé hodnosti pozemních sil odpovídala admirálská.
Při zavedení generálských a admirálských hodností roku 1940 byla vytvořena i hodnost admirál loďstva (rusky адмирал флота) se čtyřmi hvězdami na náramenících, odpovídající pozemní hodnosti armádní generál (rusky генерал армии). Nicméně žádný admirál loďstva jmenován nebyl, třem nejvyšším představitelům lidového komisariátu námořnictva (Nikolaji Gerasimoviči Kuzněcovovi, Ivanu Stěpanoviči Isakovovi a Lvu Michajloviči Gallerovi) byla udělena pouze hodnost admirála. Poprvé byli admirálové loďstva jmenováni 31. května 1944. Stali se jimi lidový komisař námořnictva Nikolaj Gerasimovič Kuzněcov a jeho první zástupce Ivan Stěpanovič Isakov.
| Generálské hodnosti     | Admirálské hodnosti od června 1940 | Admirálské hodnosti od května 1945 | Admirálské hodnosti od března 1955 | Admirálské hodnosti od dubna 1962 |
| ----------------------- | ---------------------------------- | ---------------------------------- | ---------------------------------- | --------------------------------- |
| maršál Sovětského svazu | –                                  | admirál loďstva                    | admirál loďstva Sovětského svazu   | admirál loďstva Sovětského svazu  |
| armádní generál         | admirál loďstva                    | –                                  | –                                  | admirál loďstva                   |
| generálplukovník        | admirál                            | admirál                            | admirál                            | admirál                           |
| generálporučík          | viceadmirál                        | viceadmirál                        | viceadmirál                        | viceadmirál                       |
| generálmajor            | kontradmirál                       | kontradmirál                       | kontradmirál                       | kontradmirál                      |

Od 29. května 1945 byli admirálové loďstva postaveni na roveň maršálům Sovětského svazu. Změnilo se i hodnostní označení – nyní bylo připodobněno maršálům Sovětského svazu (místo čtyř hvězd jediná větší). Výsledkem změny byla mezera v admirálských hodnostech – nyní v námořnictvu neexistovala hodnost odpovídající armádnímu generálu.
Dme 3. března 1955 byla hodnost admirál loďstva přejmenována na admirál loďstva Sovětského svazu, její nositelé současně získali právo nosit maršálskou hvězdu. Cílem změn bylo podtrhnout rovnost s hodností maršál Sovětského svazu. Další krok – zaplnění volného místa mezi admirály a admirály loďstva Sovětského svazu byl udělán až 28. dubna 1962, kdy byla hodnost admirál loďstva obnovena pro tehdejšího hlavního velitele námořnictva Sergeje Gorškova. Do zániku Sovětského svazu bylo jmenováno ještě devět admirálů loďstva.

### Přehled nositelů
| Jméno                                                                         | Narození úmrtí                     | Datum jmenování                  | Funkce v době jmenování                                                                                                | Pozdější povýšení či degradace                                           |
| Hodnost zavedena 7. května 1940.                                              | Hodnost zavedena 7. května 1940.   | Hodnost zavedena 7. května 1940. | Hodnost zavedena 7. května 1940.                                                                                       | Hodnost zavedena 7. května 1940.                                         |
| ----------------------------------------------------------------------------- | ---------------------------------- | -------------------------------- | --- | ------------------------------------------------------------------------ |
| Nikolaj Gerasimovič Kuzněcov                                                  | 24. července 1904 6. prosince 1974 | 31. května 1944                  | Lidový komisař a hlavní velitel námořnictva                                                                            | 10. února 1948 degradován na kontradmirála                               |
| Nikolaj Gerasimovič Kuzněcov                                                  | 24. července 1904 6. prosince 1974 | 13. května 1953                  | Lidový komisař a hlavní velitel námořnictva                                                                            | 3. března 1955 název hodnosti změněn na admirál loďstva Sovětského svazu |
| Ivan Stěpanovič Isakov                                                        | 22. srpna 1894 11. října 1967      | 31. května 1944                  | První náměstek lidového komisaře námořnictva a náčelník hlavního námořního štábu                                       | 3. března 1955 název hodnosti změněn na admirál loďstva Sovětského svazu |
| Dne 3. března 1955 název hodnosti změněn na admirál loďstva Sovětského svazu. |                                    |                                  | |                                                                          |
| Hodnost obnovena 28. dubna 1962.                                              |                                    |                                  | |                                                                          |
| Sergej Georgijevič Gorškov                                                    | 6. února 1910 13. května 1988      | 28. dubna 1962                   | Náměstek ministra obrany a hlavní velitel námořnictva                                                                  | 28. dubna 1962 povýšen na admirála loďstva Sovětského svazu              |
| Vladimir Afanasjevič Kasatonov                                                | 8. července 1910 9. června 1989    | 18. června 1965                  | První zástupce hlavního velitele námořnictva                                                                           |                                                                          |
| Nikolaj Dmitrijevič Sergejev                                                  | 22. září 1909 11. února 1999       | 30. dubna 1970                   | První zástupce hlavního velitele námořnictva a náčelník hlavního námořního štábu                                       |                                                                          |
| Semjon Michajlovič Lobov                                                      | 2. února 1913 12. července 1977    | 28. července 1970                | Velitel Severního loďstva                                                                                              |                                                                          |
| Georgij Michajlovič Jegorov                                                   | 30. října 1918 9. února 2008       | 5. listopadu 1973                | Velitel Severního loďstva                                                                                              |                                                                          |
| Nikolaj Ivanovič Smirnov                                                      | 22. září 1917 8. července 1992     | 5. listopadu 1973                | Velitel Tichooceánského loďstva                                                                                        |                                                                          |
| Vladimir Nikolajevič Čerňavin                                                 | 22. dubna 1928                     | 4. listopadu 1983                | První zástupce hlavního velitele námořnictva a náčelník hlavního námořního štábu                                       |                                                                          |
| Alexej Ivanovič Sorokin                                                       | 28. března 1922                    | 16. února 1988                   | Náčelník politické správy námořnictva a první zástupce náčelníka Hlavní politické správy sovětské armády a námořnictva |                                                                          |
| Ivan Matvejevič Kapitanec                                                     | 10. ledna 1928                     | 4. listopadu 1988                | První zástupce hlavního velitele námořnictva                                                                           |                                                                          |
| Konstantin Valentinovič Makarov                                               | 18. června 1931                    | 4. listopadu 1989                | První zástupce hlavního velitele námořnictva a náčelník hlavního námořního štábu                                       |                                                                          |

## Rusko

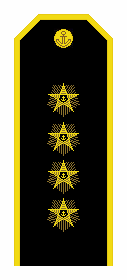
Nárameníky ruského admirála loďstva používané v letech 1994–2010

Po rozpadu Sovětského svazu byla hodnost admirál loďstva (rusky адмирал флота) převzata do systému hodností ruských ozbrojených sil jako nejvyšší námořní hodnost udělovaná pouze hlavním velitelům vojenského námořnictva. Pro námořní důstojníky je nejvyšší dosažitelnou hodností. Od roku 1991 byli jmenování tři admirálové loďstva – Felix Nikolajevič Gromov, Vladimir Ivanovič Kurojedov a Vladimir Vasiljevič Masorin.

### Seznam nositelů
| Jméno                       | Narození       | Jmenování         | Funkce v době jmenování    |
| --------------------------- | -------------- | ----------------- | -------------------------- |
| Felix Nikolajevič Gromov    | 29. srpna 1937 | 13. června 1996   | Hlavní velitel námořnictva |
| Vladimir Ivanovič Kurojedov | 5. září 1944   | 21. února 2000    | Hlavní velitel námořnictva |
| Vladimir Vasiljevič Masorin | 24. srpna 1947 | 15. prosince 2006 | Hlavní velitel námořnictva |

## Ostatní země
Hodnost admirál loďstva je či byla používána též v námořnictvech Austrálie (Admiral of the Fleet), Chorvatska (Admiral flote), Indie (Admiral of the Fleet), Německé demokratické republiky (Flottenadmiral).